# Ca n'Arcs
Ca n'Arcs és una masia del municipi de Sant Andreu de la Barca (Baix Llobregat) inclosa en l'Inventari del Patrimoni Arquitectònic de Catalunya. És una masia de caràcter marcadament popular, d'estructura simple i teulada a dues vessants.